# Narcissus papyraceus
Narcissus papyraceus es una especie herbácea, perenne y bulbosa perteneciente a la familia de las Amarilidáceas. 

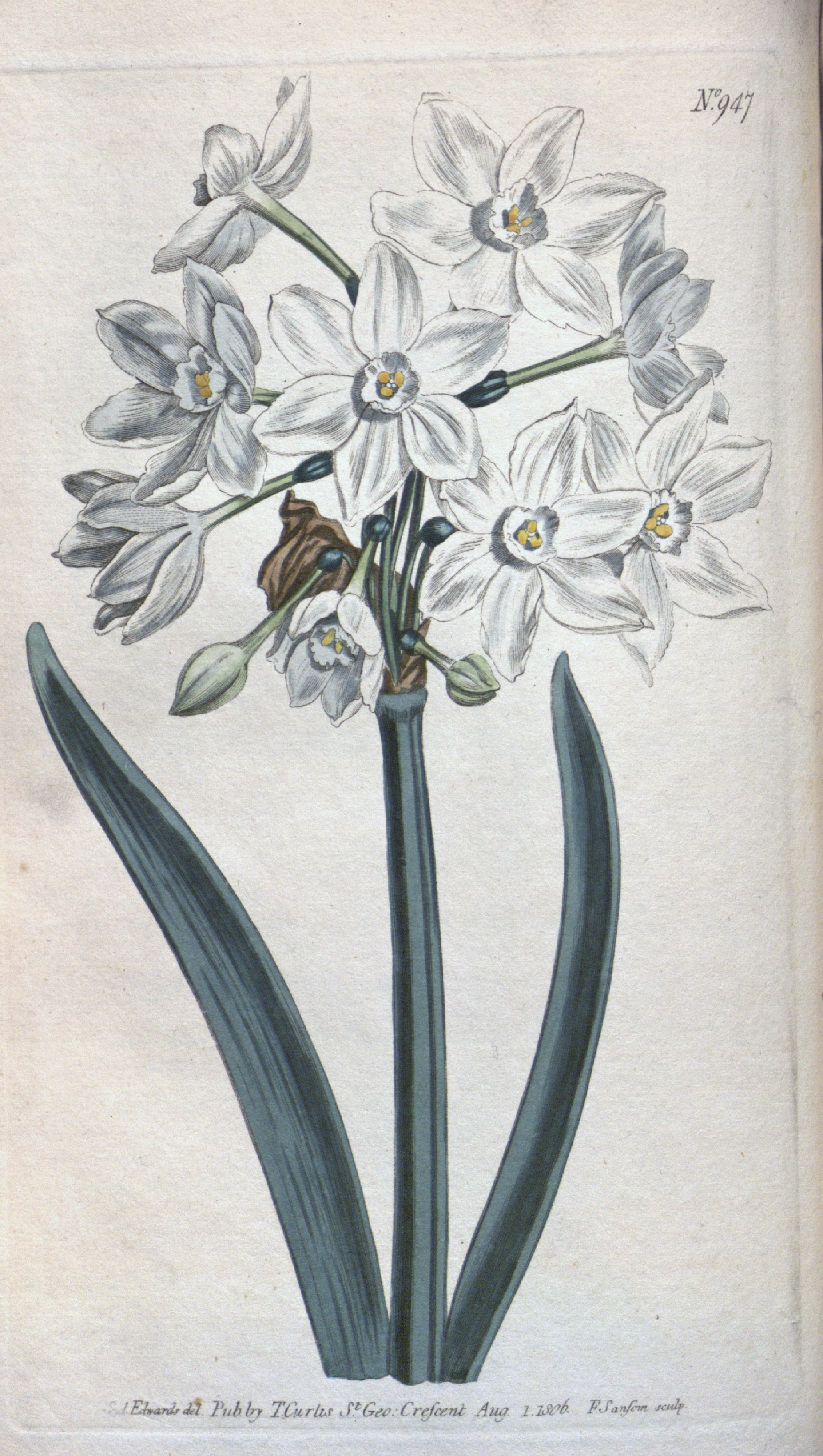
Ilustración

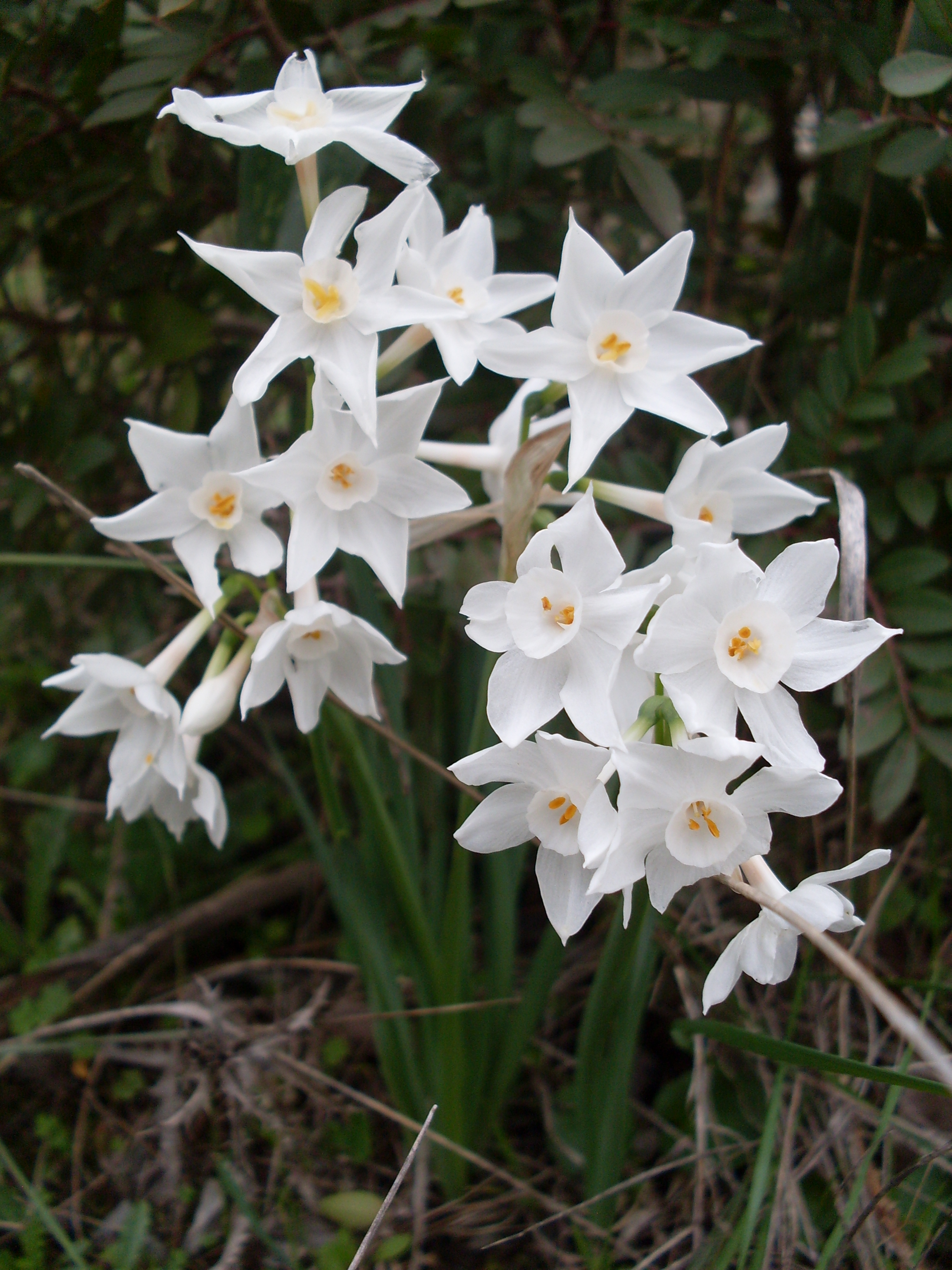
Flores

## Descripción
Es una planta perenne, especie bulbosa de hasta 60 cm. Las hojas son erguidas y presentes durante la floración. Tallo de color verdoso-azulado, es plano en sección y sostiene entre 3 y 11 flores. Las flores son blancas y aromáticas. El fruto es una cápsula de 3 válvulas.

## Hábitat
Es una especie de sitios húmedos, pastos, claros de matorrales, bordes de caminos y campos, donde puede llegar a formar amplias extensiones. Florece a finales de otoño e invierno.

## Distribución
Es una planta del Mediterráneo, desde Portugal y España hasta Italia y Grecia. También en el norte de África

## Usos
En China, se cultiva en macetas para celebrar el año nuevo.

## Taxonomía
Narcissus papyraceus fue descrita por John Bellenden Ker Gawler y publicado en Botanical Magazine 24: pl. 947. 1806.
Etimología
Narcissus nombre genérico que hace referencia  del joven narcisista de la mitología griega Νάρκισσος (Narkissos) hijo del dios río Cephissus y de la ninfa Leiriope; que se distinguía por su belleza. 
El nombre deriva de la palabra griega: ναρκὰο, narkào (= narcótico) y se refiere al olor penetrante y embriagante de las flores de algunas especies (algunos sostienen que la palabra deriva de la palabra persa نرگس y que se pronuncia Nargis, que indica que esta planta es embriagadora). 
papyraceus: epíteto latino que significa "como papel".
Variedades
- Narcissus papyraceus subsp. pachybolbus (Durieu) D.A.Webb, Bot. J. Linn. Soc. 76: 305 (1978).
- Narcissus papyraceus subsp. panizzianus (Parl.) Arcang., Comp. Fl. Ital., ed. 2: 148 (1894).
- Narcissus papyraceus subsp. papyraceus.
- Narcissus papyraceus subsp. polyanthos (Loisel.) Asch. & Graebn., Syn. Mitteleur. Fl. 3: 390 (1906).

Sinonimia
- Hermione papyracea (Ker Gawl.) Schult. et Schult.f. in Roem. et Schult., Syst. Veg. 7: 1733 (1830).
- Chione papyracea (Ker Gawl.) Salisb., Gen. Pl.: 100 (1866), nom. inval.
- Narcissus tazetta var. papyraceus (Ker Gawl.) Baker, Gard. Chron. 1869: 1015 (1869).
- Narcissus tazetta subsp. papyraceus (Ker Gawl.) Baker, Handb. Amaryll.: 8 (1888).
- Narcissus linnaeanus subsp. papyraceus (Ker Gawl.) Rouy in G.Rouy et Foucaud, Fl. France 13: 50 (1912).[4]
- Narcissus barlae Parl.
- Narcissus gennarii Parl.
- Narcissus linnaeanus subsp. papyraceus (Ker Gawl.) Rouy
- Narcissus linnaeanus subsp. polyanthus (Loisel.) Rouy
- Narcissus niveus Loisel.
- Narcissus panizzianus Parl.
- Narcissus papyraceus subsp. barlae (Parl.) Arcang.
- Narcissus papyraceus subsp. panizzianus (Parl.) Arcang.
- Narcissus papyraceus subsp. papyraceus
- Narcissus papyraceus subsp. polyanthus (Loisel.) Asch. & Graebn.
- Narcissus polyanthus Loisel.
- Narcissus tazetta subsp. panizzianus (Parl.) Baker
- Narcissus unicolor Ten.[5]

## Nombre común
- Castellano: meados de zorra, meazorras, narciso blanco.[6]